# سان كريستوبال دي ثيا
بلدية سان كريستوبال دي ثيا (بالإسبانية: San Cristóbal de Cea) هي بلدية تقع في مقاطعة أورينسي التابعة لمنطقة غاليسيا شمال غرب إسبانيا.

## الديموغرافيا
بلغ عدد سكان بلدية سان كريستوبال دي ثيا 2.634 نسمة عام 2011 (وفقاً للمعهد الوطني للإحصاء الإسباني).
| 3.447 | 3.244 | 3.144 | 2.926 | 2.839 | 2.739 | 2.634 |